# Ryūzō Morioka
Ryūzō Morioka (n. Yokohama, Japón; 7 de octubre de 1975) es un futbolista japonés que se desempeñaba como defensor.

## Clubes
| Club            | País  | Año         |
| --------------- | ----- | ----------- |
| Kashima Antlers | Japón | 1994 - 1995 |
| Shimizu S-Pulse | Japón | 1995 - 2006 |
| Kyoto Sanga     | Japón | 2007 - 2008 |